# Минашвили, Амиран Владимирович
Амиран Владимирович Минашвили (26 июня 1957 / 1956, Самтредиа, Грузинская ССР) — советский футболист, защитник; тренер. Мастер спорта СССР (1980).

## Биография
Воспитанник футбольной ДСШ Тбилиси, первый тренер А. Вардаишвили. В 1973 играл за дубль тбилисского «Динамо». В 1974 — в составе «Локомотива» Самтредиа из второй лиги. С 1975 года — вновь в «Динамо», выступал в основном за дубль. В высшей лиге дебютировал в 1978 году, сыграл четыре матча. В 1979 году провёл 12 матчей, в следующем — 13, забил по три мяча. В 1981 году сыграл один матч, после чего в командах мастеров не выступал.
Финалист Кубка СССР 1980.
В 2015 году тренировал «Локомотив» Тбилиси, с которым вышел в высшую лигу чемпионата Грузии.